# روسيل (كاستيلون)
بلدية روسيل (بالإسبانية: Rosell)‏، هي إحدى بلديات مقاطعة كاستيلون التي تقع في منطقة بلنسية، في شرق إسبانيا.
يبلغ عدد سكانها 1.275 نسمة وفقاً لإحصائية سنة (2006).